# Țeliiv, Huseatîn
Țeliiv (în ucraineană Целіїв) este o comună în raionul Huseatîn, regiunea Ternopil, Ucraina, formată numai din satul de reședință.

## Demografie
Componența lingvistică a comunei Țeliiv
     Ucraineană (99,93%)
     Alte limbi (0,07%)
Conform recensământului din 2001, majoritatea populației comunei Țeliiv era vorbitoare de ucraineană (99,93%), existând în minoritate și vorbitori de alte limbi.